# خانه دورقی
منزل دورقی مربوط به دوره قاجار است و در شوشتر، خیابان امام شرقی، محله دوخواهران، میدان سید قاسم، کوچه دورقی واقع شده و این اثر در تاریخ ۲۶ آبان ۱۳۸۷ با شمارهٔ ثبت ۲۳۸۷۶ به‌عنوان یکی از آثار ملی ایران به ثبت رسیده است.